# Galaxy of Terror
Galaxy of Terror (br:Galáxia do Terror ) é um filme estadunidense, do ano de 1981, dos gêneros ficção científica, ação e horror, dirigido por Bruce D. Clark.
O filme apresenta cenas de suspense e erotismo, classificado para maiores de 18 anos.

## Sinopse
No século 23 um grupo de astronautas  parte para um sombrio planeta em missão de resgatar o unico sobrevivente de uma força alienígena hostil e desconhecida.

## Elenco
| Nome               | Personagem       |
| ------------------ | ---------------- |
| Edward Albert      | Cabren           |
| Erin Moran         | Alluma           |
| Ray Walston        | Kore             |
| Bernard Behrens    | Comandante Ilvar |
| Zalman King        | Baelon           |
| Robert Englund     | Ranger           |
| Taaffe O'Connell   | Dameia           |
| Sid Haig           | Quuhod           |
| Grace Zabriskie    | Capitã Trantor   |
| Jack Blessing      | Cos              |
| Mary Ellen O'Neill | Mitri            |

## Produção
- Originalmente, o personagem de Taaffe O'Connell deveria ser atacado e devorado pelos vermes gigantes. A mudança, para ela ser estuprada por ele foi uma decisão de última hora do diretor. A atriz não se opôs a cena de nudez, mas ficou chateada pelo fato de ser coberta de limo durante a tomada.

## Outros nomes do filme

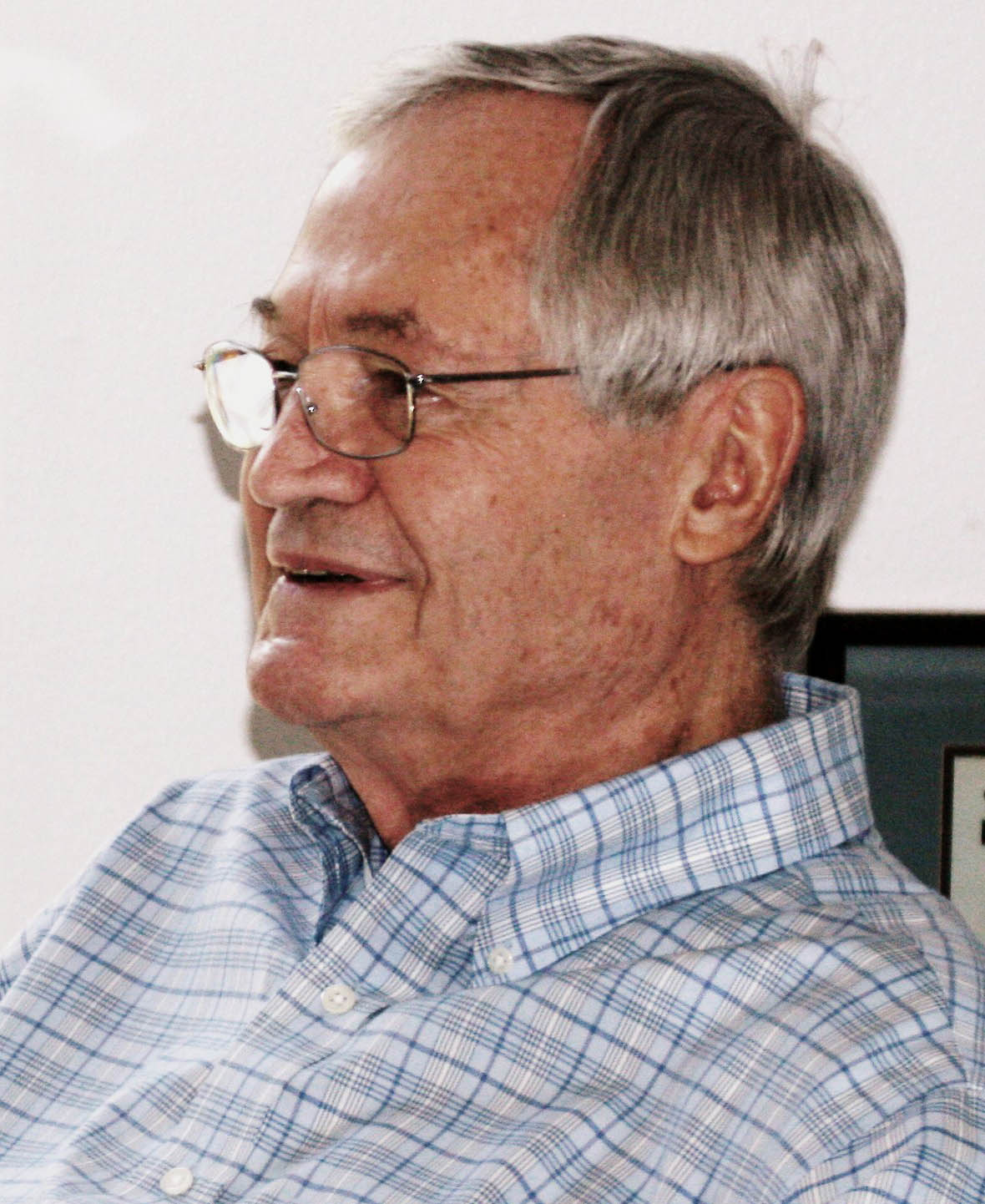
Roger Corman, Produtor do filme.

| Nome                     | País(es)           |
| ------------------------ | ------------------ |
| Galaktyka terroru        | Polônia            |
| Il pianeta del terrore   | Itália             |
| Kauhun planeetta         | Finlândia          |
| La galaxia del terror    | Espanha            |
| La galaxie de la terreur | França             |
| O pyrgos tis frikis      | Grécia             |
| Planet des Schreckens    | Alemanha Ocidental |